# نوردفورپومرن
نوردفورپومرن (به آلمانی: Landkreis Nordvorpommern) یک ناحیه در آلمان است که در مکلنبورگ-فورپومرن واقع شده‌است. نوردفورپومرن  ۱۰۵٬۵۴۷ نفر جمعیت دارد.